# Karl Anton Broicher
Johann Karl Anton Broicher (* 8. Mai 1805 in Sinzig, Landkreis Ahrweiler; † 22. November 1881 in Bonn) war Erster Präsident des Rheinischen Appellationsgerichtshofes in Köln und preußischer Politiker.

## Leben
Broicher begann seine juristische Laufbahn im Jahr 1825 als Auskultator am Landgericht in Koblenz. 1828 wurde er Referendar am Oberlandesgericht Magdeburg, später in Naumburg (Saale). Im Jahr 1830 wurde er Assessor am Rheinischen Appellationsgerichtshof in Köln und im Justizsenat von Ehrenbreitstein. 1831 wurde er Assessor am Landgericht Kleve, 1832 am Landgericht in Koblenz. 1833 kam er als Landgerichtsrat wieder an den Appellationsgerichtshof in Köln zurück. Im Jahr 1836 ging er ans Landgericht Köln, wurde 1841 zum Appellationsgerichtsrat ernannt und kehrte 1849 wieder an den Rheinischen Appellationsgerichtshof zurück.
Von 1851 bis 1855 war er Oberrevisionsrat am Rheinischen Revisions- und Kassationshof in Berlin. Von 1852 bis 1855 war Mitglied am Disziplinarhof für nicht-richterliche Beamte. Im Jahr 1853 wurde er zum preußischen Obertribunalsrat ernannt. Von 1855 bis 1870 war er Erster Präsident des Rheinischen Appellationsgerichtshofes in Köln. Im Jahr 1869 wurde er Kronsyndikus und 1873 Wirklicher Geheimer Rat.
Broicher war von 1849 bis 1851 als Abgeordneter der Linken für den Wahlkreis Ahrweiler Mitglied der preußischen Zweiten Kammer, legte dieses Mandat aber vorzeitig nieder. Nach dem Scheitern der Frankfurter Nationalversammlung war er 1850 Mitglied im Erfurter Unionsparlament. Am Ende seiner beruflichen Karriere wurde er im Jahr 1870 als Mitglied ins preußische Herrenhaus berufen.

## Werke
Gemeinsam mit Franz Ferdinand Grimm (1806–1895), dem späteren Vizepräsidenten des Preußischen Obertribunals, verfasste er bereits im Jahr 1835 einen Kommentar zum „Code de Commerce“ der preußischen Rheinprovinzen. Ihre darin geäußerten Anmerkungen zum Recht der Aktiengesellschaften gingen über das hinaus, was bis dahin in handelsrechtlichen Schriften formuliert war.
Im Jahr 1848 sind beide gemeinsam mit Johann Heinrich Thöl, damals Ordinarius an der Universität Rostock, und Christian Widenmann, Unterstaatssekretär im Reichsjustizministerium, Mitglieder einer von Widenmann gebildeten und geleiteten Kommission, die ein Jahr später (1849) den Entwurf eines allgemeinen Handelsgesetzbuches für Deutschland vorlegte.

### Veröffentlichungen
- mit Franz Ferdinand Grimm: Das Handelsgesetzbuch der Königlich Preußischen Rheinprovinzen, übersetzt und erläutert. Bachem, Köln 1835, Digitalisat.